# محمد فخری (بازیکن فوتبال)
محمد فخری (عربی: محمد فخري؛ زادهٔ ۴ مارس ۱۹۹۹) ورزشکار فوتبال اهل مصر است.